# Joseph Reveyron
Pour les articles homonymes, voir Reveyron.
Joseph Reveyron, né le 2 septembre 1917 à Lyon et mort dans cette même ville le 7 janvier 2005, est un organiste et compositeur français. Il a vécu une grande partie de sa vie aux Échets à Miribel dans l'Ain.

## Biographie
Élève d'Édouard Commette, il prendra sa suite, aux orgues de la cathédrale Saint-Jean de Lyon. 

## Œuvres
Un fond de ses œuvres a été initié à la bibliothèque universitaire de Lausanne ; en Autriche, Universal Edition a édité un certain nombre de ses partitions. Une grande partie de ses oeuvres est accessible à la Bibliothèque Nationale de France (partitions et CD).

### Compositions
Ci-dessous, liste non exhaustive.
- 1937 : Ma douce amie pour chœur à trois voix égales.
- 1947 : Notre Dame.
- 1974 : Messe festive pour chœur, orgue et ensemble de cuivres.
- 1974 : Cantate Saint Jean-Baptiste.
- 1990 : Messe de la Nativité.
- Cantate Chronos.
- Cantate des commencements.
- La Terre et le Ciel.
- Psaume du serviteur pour chœur d’hommes.

### Expositions
- 1999 : Boîte à peinture - Carton à musique, travail collaboratif avec Roger Groslon (peintre et sculpteur) ; Maison des Écritures (Échanges Culturels Bullukian).

## Famille
Avec son épouse Claude, il est le père de quatre enfants : Dominique Reveyron Gidrol, organiste et professeur de musique, Nicolas Reveyron, historien et archéologue, Gilles Reveyron, chef d'entreprise Reveyron, et de Guillemette Reveyron, médecin à Châtillon-sur-Chalaronne qui intervient régulièrement dans les médias pour témoigner des difficultés rencontrées par la médecine générale rurale,.

## Récompenses
Joseph Reveyron est chevalier des Arts et des Lettres et commandeur de l'ordre de Saint-Grégoire-le-Grand.